# Ко, Жан (писатель)
Жан Ко (фр. Jean Cau ; 8 июля 1925, Бран (Од) — 18 июля 1993, Париж, Франция) — французский прозаик, публицист, журналист, редактор. Лауреат Гонкуровской премии 1961 года

## Биография
Родился в семье фермера из южной Франции. Окончил Лицей Людовика Великого. Позже, изучал литературу и философию в Париже.
Был близок к кружку экзистенциалистов в Сен-Жермен-де-Пре. С 1946 по 1957 год был секретарём Жана-Поля Сартра, который оказал на его идеологические взгляды большое влияние и определил будущее творчество Ж. Ко более чем на десять лет вперед.
С 1949 по 1954 год — редактор журнала Sartre Les Temps , сотрудничал с изданием L’Express (с 1957 года — его редактор), Figaro littéraire (1963—1964), France Observateur (с 1978 года) и Paris Match (с 1984 года).
Позднее порвал с Сартром и его окружением и стал публиковать статьи с антимарксистских позиций.
Призывал Сартра отказаться от Нобелевской премии по литературе.

## Творчество
Автор многочисленных произведений, в том числе, политических брошюр и эссе. Опубликовал ряд политических и литературно-биографических портретов деятелей политики и культуры (в частности Эрнеста Хемингуэя, Че Гевары и др.), часто написанных в сатирически-полемическом тоне, что вызывало вражду к нему. Публиковал полемические статьи, освещающие левые политические течения, декаданс Европы, борьбу с европейскими традициями. Критиковал политику Шарля Де Голля.
В 1961 году за свой роман «Le pitié de Dieu» (Милосердие Бога) был награждён Гонкуровской премией. В нём повествуется история четырёх убийц: врача, боксера, рабочего и игрока, посаженных в одну тюремную камеру и рассказывающих о своей жизни и поступках, приведших их в тюрьму.
По сценариям Ж. Ко снято несколько фильмов:
- «Непокорённый» (1964, режиссёра Алена Кавалье с участием Алена Делона)
- «Добыча» (1966, режиссёра Роже Вадим с участием Джейн Фонда и Мишеля Пикколи)
- «Борсалино» (1969, режиссёра Жака Дере с участием Алена Делона и Жана-Поля Бельмондо)
- «Джефф» (1969, режиссёра Жана Эрмана с участием Алена Делона)
- «Если бы Дон Жуан был женщиной» (1973, режиссёр Роже Вадим с участием Брижит Бардо и Робером Оссейном)

## Избранные произведения
- Le Fort intérieur, Gallimard, 1948
- Maria-nègre, Gallimard, 1948 ISBN 978-2-07-021284-2
- Le coup de barre, Gallimard, 1950 ISBN 978-2-07-021285-9
- Le tour d’un monde,Gallimard, 1952 ISBN 978-2-07-021286-6
- Les Paroissiens, Gallimard, 1958 ISBN 978-2-07-021287-3
- Mon village, Gallimard, 1958 ISBN 978-2-07-021288-0
- Vie et mort d’un toro brave, 1961
- La pitié de Dieu , 1961 ISBN 978-2-07-021290-3, ISBN 978-2-07-036556-2 (Prix Goncourt)
- Les Parachutistes — Le maître du monde, 1963 ISBN 978-2-07-021291-0
- Le Meurtre d’un enfant, 1965 ISBN 978-2-07-021292-7
- Lettre ouverte aux têtes de chiens occidentaux, 1967 ISBN 978-2-226-04576-8
- «Un testament de Staline», 1967 ISBN 978-0-03-618675-6
- «Les yeux crevés», 1968 (театральная пьеса)
- Le pape est mort, 1968 ISBN 978-2-7103-2218-4
- Le spectre de l’amour, 1968 ISBN 978-2-07-026885-6
- L’agonie de la vieille, 1969 ISBN 978-2-7103-2206-1
- Tropicanas, de la dictature et de la revolution sous les tropiques, 1970 ISBN 978-2-07-026887-0
- Les Entrailles du taureau, 1971 ISBN 978-2-07-027995-1
- Le temps des esclaves, 1971 ISBN 978-2-7103-1686-2
- Les entrailles du taureau, 1971 ISBN 978-2-07-027995-1
- Ma misogynie, 1972
- Les écuries de l’occident — traité de morale, 1973 ISBN 978-2-7103-1228-4
- La grande prostituée — traité de morale II, 1974 ISBN 978-2-7103-2315-0
- Les Enfants, 1975 ISBN 978-2-07-029166-3
- Pourquoi la France, 1975 ISBN 978-2-7103-1585-8
- Lettre ouverte à tout le monde, 1976 ISBN 978-2-226-00374-4
- Otages, 1976 ISBN 978-2-07-029433-6
- Une nuit à Saint-Germain des Près, 1977 ISBN 978-2-260-00070-9
- Discours de la décadence, 1978 ISBN 978-2-85984-015-0
- Une Passion Pour Che Guevara, 1979 ISBN 978-2-260-00139-3
- Nouvelles du paradis, 1980 ISBN 978-2-07-029994-2
- La Conquête de Zanzibar, 1980 ISBN 978-2-07-029037-6
- Le grand soleil, 1981 ISBN 978-2-260-00253-6
- La barbe et la rose, 1982 ISBN 978-2-7103-0091-5
- Une rose à la mer, 1983 ISBN 978-2-7103-0131-8
- Proust, le chat et moi, 1984 ISBN 978-2-7103-0190-5
- Croquis de mémoire, 1985 ISBN 978-2-260-00402-8, ISBN 978-2-266-01674-2, ISBN 978-2-7103-2889-6
- Fernando Botero, la corrida, 2001 ISBN 978-2-85047-159-9
- Monsieur de Quichotte, 2005 ISBN 978-2-268-05166-6